# Tamara (Sensorsystem)
Tamara ist ein passives Radar aus den 1980er-Jahren des damals tschechoslowakischen Rüstungsbetriebs Tesla a.s. (heute ERA) in Pardubice.
Es ist eine Abkürzung der russischen Bezeichnung „Техническая Апаратура Мгновенной Автоматической Разведки“/Funkanlage mit schneller automatischer Abstimmung. Die unternehmensinterne Bezeichnung lautet KRTP-86 bzw. KRTP-91 für die modernisierte Version. Der NATO-Codename lautet Trash Can. Tamara ist der Nachfolger des Ramona-Radarsystems. Im Jahr 1986 wurden die ersten Exemplare ausgeliefert.

## Systembeschreibung

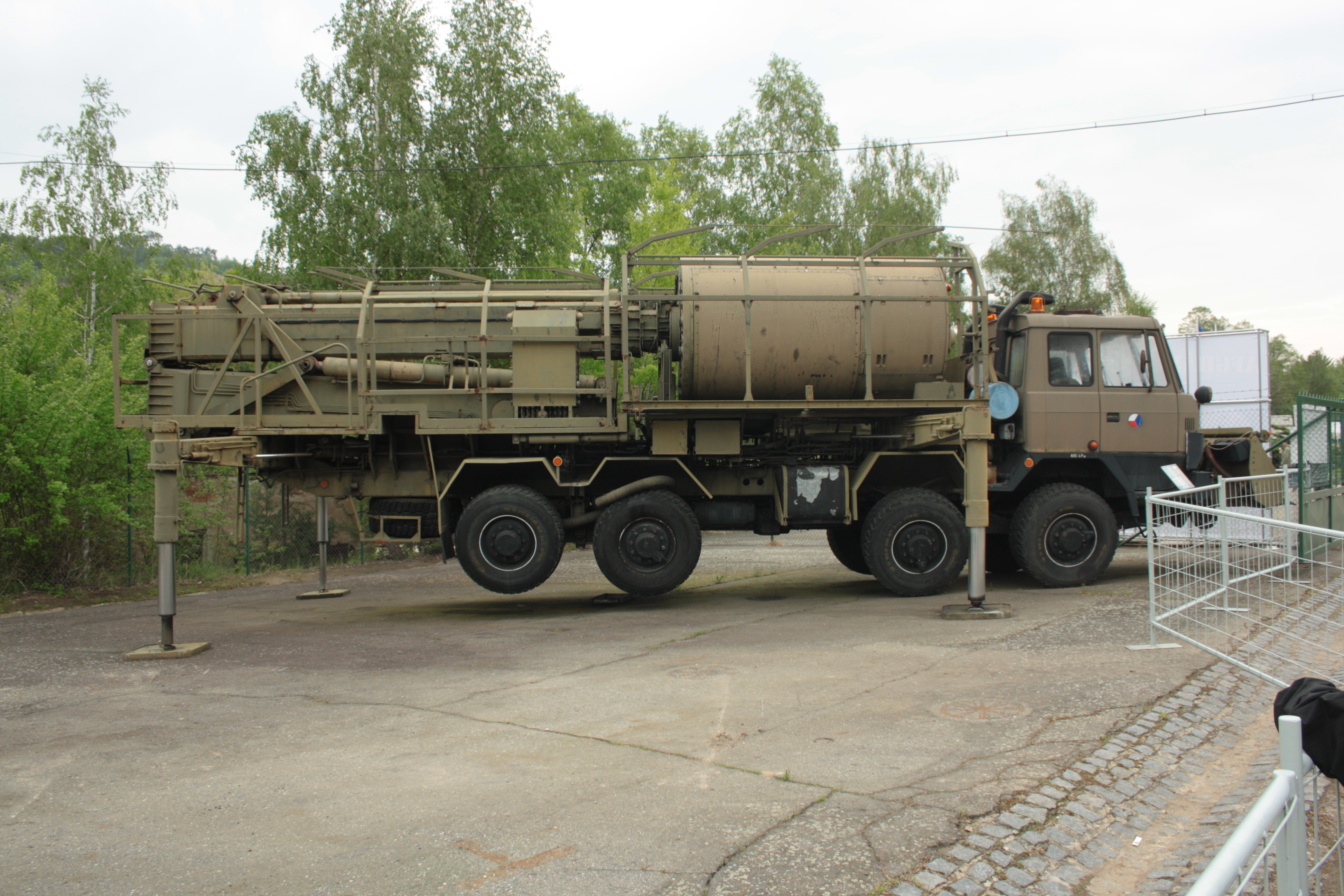
Seitenansicht eines Tatra 815 mit eingeklapptem Teleskopmast

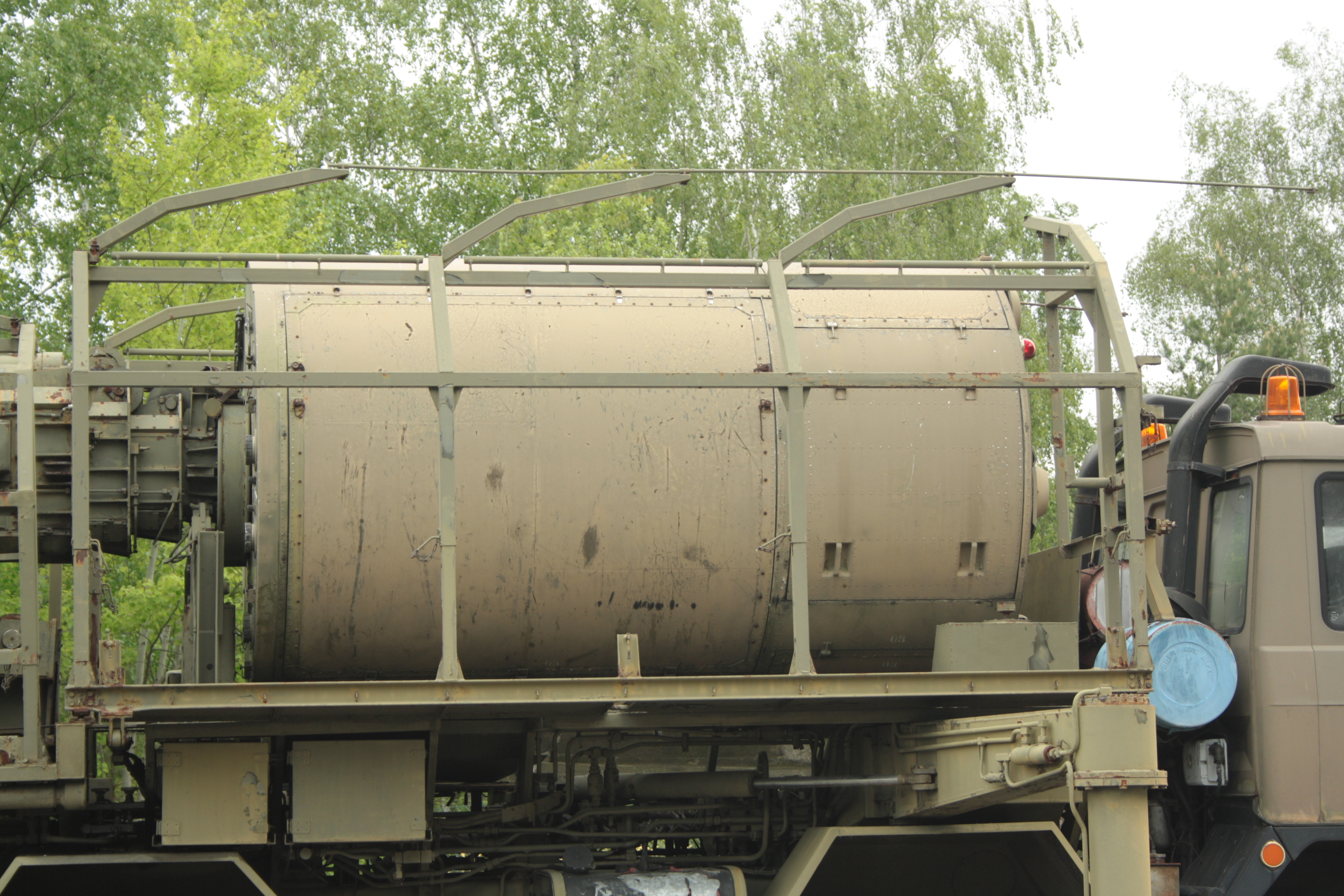
Antenne

Tamara hat mehrere Messmöglichkeiten. Als passives Radar hat Tamara die Eigenschaften einer Empfangsstation eines bistatischen Radargerätes. Es nutzt als Sendestation nicht kooperative Sender wie zum Beispiel Rundfunk- und Fernsehsender oder fremde Radarstationen, deren Standorte bekannt sein müssen, um mittels Laufzeitmessungen eine Entfernung zu bestimmen. Da die Antenne keine hochgenaue Richtungsbestimmung vornehmen kann, muss die Seitenwinkelbestimmung mittels zweier Entfernungsmessungen aus unterschiedlichen Richtungen erfolgen.
Eine zweite Messmöglichkeit ist Peilung von abgehender Strahlung aus dem Flugzeug selbst. Die bei der obigen Laufzeitmessung entstehenden Mehrdeutigkeiten können durch eine solche Peilung auf ein sicheres eindeutiges Ergebnis reduziert werden. Solche Peilmöglichkeiten hat praktisch jedes Radar, diese werden zur Standortbestimmung von Störgeneratoren genutzt. Die Genauigkeit der Richtungsbestimmung ist abhängig von der Richtwirkung der Radarantenne. Hier ist Tamara benachteiligt, da sie keine hoch-direktive Antenne hat. Vorteil ist hingegen der gegenüber anderen Radargeräten sehr große Frequenzbereich der Antenne von Tamara. Strahlung aus aktiven Radaranlagen, Freund-Feind-Erkennungsanlagen, Navigationsanlagen, Entfernungsmesssystemen und Störeinrichtungen im Frequenzbereich von 0,82 GHz bis 18 GHz können empfangen werden.
Das Tamara-System besteht aus acht Fahrzeugen, welche in drei Posten aufgegliedert sind. Jedes der drei Antennenfahrzeuge ist mit einem Teleskopknickmast ausgerüstet, welcher ausgefahren eine Höhe von 25 Meter erreicht. An dessen Spitze ist die tonnenförmige Antenne montiert. Der sogenannte „linke“ bzw. „rechte Posten“ besteht jeweils aus einem Antennen- und Empfangsgerät, welche jeweils drahtlos mit dem „zentralen Posten“ verbunden sind. Der linke und rechte Posten können hierbei bis zu 35 km entfernt positioniert werden. Der „zentrale Posten“ besteht neben einem Antennen- und Empfangsgerät zusätzlich aus einer Analyse- und Lagedarstellungseinheit. Es gibt zwei Versionen: eine auf Tatra-LKW basierende Version und eine stationäre Version mit der Bezeichnung Flora.
Normale Kampfflugzeuge und Bomber können auf eine Distanz von bis zu 450 km lokalisiert werden.
Durch passives Radar können Stealth-Flugzeuge besser geortet werden. Für diese Funktion ist Tamara besonders geeignet, da diese „Tarnkappen-Funktion“ überwiegend darauf beruht, einfallende elektromagnetische Strahlung in andere Richtungen als die Herkunftsrichtung zu reflektieren. Somit erhält ein bistatisches Radarsystem wie das passive Radar wesentlich mehr reflektierte Energie als ein monostatisches Radar.
Nachfolger des Systems ist das Vera-Radar.

## Nutzer

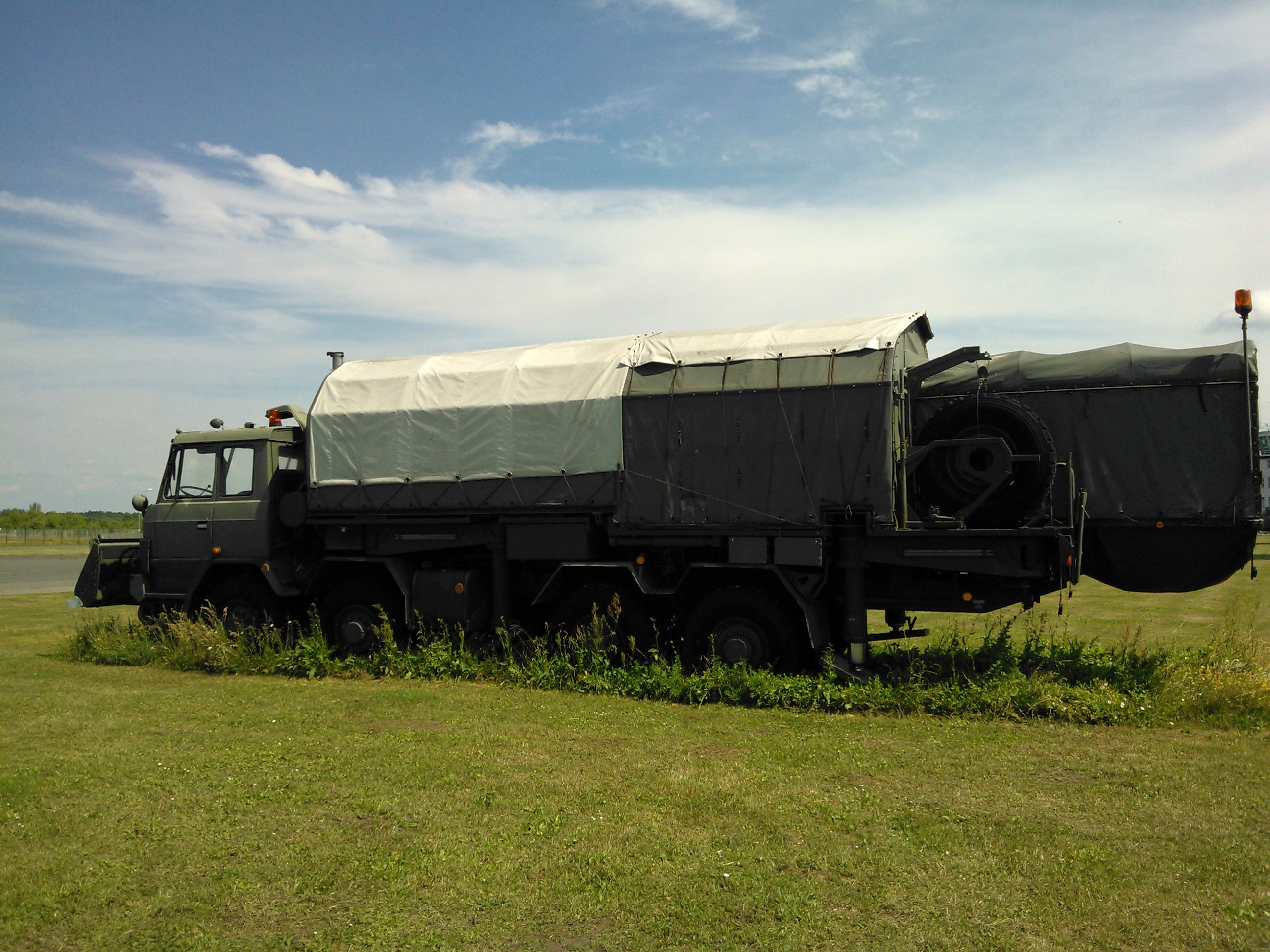
Ex-Bundeswehr KRTP-86 im Luftwaffenmuseum Berlin-Gatow

Tesla stellte insgesamt wohl 23 Tamara-Einheiten her. Etwa 20 KRTP-86- und KRTP-91-Geräte wurden in den 1980er-Jahren in die Sowjetunion geliefert.
Auch die USA sollen über Umwege ein Gerät erhalten haben. Ein KRTP-86-Radar beschaffte die DDR im Jahr 1989. Im Zuge der Wiedervereinigung wurde es in die Bundeswehr übernommen und war der modernste Ausrüstungsgegenstand, den die Bundeswehr von der NVA übernahm. Die einzelnen Komponenten waren auf Tatra 815 und MAN-gl-LKW aufgesetzt.
Das System wurde bis 2010 genutzt. Es war zuletzt beim Bataillon Elektronische Kampfführung 912 in Nienburg/Weser stationiert. Ein Antennenfahrzeug ist im Freigelände des Luftwaffenmuseums der Bundeswehr ausgestellt. Weitere Exporte sind nicht bekannt. Laut dem Spiegel vermuteten tschechische Militärs, dass die Vereinigten Staaten den weltweiten Absatz des Systems zu vereiteln versuchten.